# Syzygium angkae
Syzygium angkae är en myrtenväxtart som först beskrevs av William Grant Craib, och fick sitt nu gällande namn av Chantaran. och John Adrian Naicker Parnell. Syzygium angkae ingår i släktet Syzygium och familjen myrtenväxter.

## Underarter
Arten delas in i följande underarter:
- S. a. angkae
- S. a. spissum